# John Powell (compositor)
John Powell (Anglaterra, 18 de setembre de 1963) és un compositor i director d'orquestra britànic, més conegut per les seves bandes sonores per a pel·lícules. Després d'estudiar en el Trinity College of Music de Londres, Powell va saltar a la fama a finals dels anys 90 i principis del 2000, gràcies a les seves composicions per a pel·lícules animades i pel·lícules d'acció real. Va col·laborar amb directors com Doug Llimen i Paul Greengrass. Es va establir a Los Angeles l'any 1997 i ha compost música per a més de cinquanta pel·lícules. La seva partitura de Com ensinistrar un drac del 2010 li va valer la seva primera nominació als premis Oscar, en la 83a edició. Va ser membre de l'estudi de música d'Hans Zimmer, Remote Control Productions, conegut com un equip de compositors de música cinematogràfica que posseeix un estil que incorpora elements de música orquestral tradicional i elements electrònics més moderns. Ha col·laborat assíduament amb altres compositors de l'estudi, com Harry Gregson-Williams o el propi Hans Zimmer.

## Biografia
Powell va estudiar originalment violí, quan era nen, abans d'estudiar en el Trinity College of Music de Londres. Més tard es va dedicar més al jazz i a la música rock, tocant en la banda de soul The Fabulistics. Després d'abandonar la universitat va compondre música per a anuncis, la qual cosa li va portar a treballar com a assistent del compositor Patrick Doyle en diverses produccions cinematogràfiques, incloent Molt soroll per no res.
En 1995, va ser cofundador de l'empresa musical Independently Thinking Music, amb seu a Londres. L'empresa va produir la música per a més de 100 anuncis i pel·lícules independents, tant britàniques com a franceses.

### Consolidació professional
La primera banda sonora de Powell va ser per a la sèrie Stay Lucky, de 1990. Es va mudar a Los Angeles el 1997, on va treballar per a la seva primera pel·lícula important, Face/Off. El 1997 va compondre Antz, la primera pel·lícula animada produïda per Dreamworks, on va treballar al costat de Harry Gregson-Williams. Dos anys més tard van tornar a col·laborar en la banda sonora de Chicken Run, així com a la de Shrek un any després. Durant el 2001, Powell també va treballar a Evolution, I am Sam, Just Visiting, i Rates a la correcuita.
El 2002, Powell va ser contractat per compondre la música de The Bourne Identity, després que Carter Burwell abandonés el projecte. Des de llavors ha compost totes les bandes sonores de les pel·lícules dirigides per Doug Llimen. A més, va tornar a treballar en les següents dues seqüeles de la saga Bourne, The Bourne Supremacy i Jason Bourne (The BourneUltimatum), ambdues dirigides pel director britànic Paul Greengrass. L'any 2005 va escriure la banda sonora de Sr. i Sra. Smith, també de Doug Llimen, així com la partitura de la pel·lícula Robots.
En el 2006, va compondre per a la pel·lícula United 93, de Paul Greengrass, així com la música d'Ice Age II: el desglaç, substituint a David Newman que va orquestrar la primera pel·lícula de la saga. També va compondre per a X-Men: The Last Stand, i per a Happy feet: Trencant el gel, per la qual va guanyar una nominació a la Millor Música Original per a una Pel·lícula Animada en els BAFTA. El 2008 va col·laborar amb Hans Zimmer en la partitura de Kung Fu Panda. Aquest any també va escriure les bandes sonores de Jumper, Hancock i Bolt, i el 2009 va encarregar-se de la música del tercer lliurament de la saga Ice Age 3: L'origen dels dinosaures.
El 2010, Powell va compondre la banda sonora de Com ensinistrar un drac, la seva sisena col·laboració per a una pel·lícula animada de Dreamworks, que es va convertir en la seva primera nominació al premi Oscar a la Millor Banda Sonora. Aquest any també va compondre Green Zone, de Greengrass, i Knight and Day. Va compondre Solo: A Star Wars Story, que es va estrenar el maig del 2018.
És ateu. En l'actualitat resideix a Los Angeles i està casat amb la fotògrafa Melinda Lerner, amb qui té un fill.

## Filmografia
- Com ensinistrar un drac 3 (2019)
- Solo: A Star Wars Story (2018)
- Jason Bourne (2016)
- Pan (2015)
- Com ensinistrar un drac 2 (2014)
- Rio 2 (2014)
- Ice Age 4: La formació dels continents (2012)
- The Lorax (2012)
- Happy feet 2 (2011)
- Mars Needs Moms (2011)
- Kung Fu Panda 2 (2011, amb Hans Zimmer)
- Rio (2011)
- Knight & Day (2010)
- Green Zone (2010)
- Com ensinistrar un drac (2010)
- Ice Age 3: L'origen dels dinosaures (2009)
- Kung Fu Panda (2008, al costat d'Hans Zimmer)
- Hancock (2008)
- Bolt (2008)
- Jumper (2008)
- Dr. Seuss' Horton Hears a Who! (2008)
- P.S I Love You (2007)
- Stop-Loss (2007)
- L'ultimàtum de Bourne (2007)
- Happy feet: Trencant el gel (2006)
- X-Men: The Last Stand (2006)
- United 93 (2006)
- Ice Age 2: El desglaç (2006)
- Robots (2005)
- Mr. & Mrs. Smith (2005)
- Be Cool (2005)
- The Bourne Supremacy (2004)
- Mr. 3000 (2004)
- Alfie (2004)
- The Italian Job (2003)
- Stealing Sinatra (2003)
- Paycheck (2003)
- Una relació perillosa (2003)
- Superagent Cody Banks (2003)
- Amor amb preavís (2002)
- Pluto Nash (2002)
- Drumline (2002)
- D-Tox (2002)
- The Bourne Identity (2002)
- Shrek (2001, amb Harry Gregson-Williams)
- Rates a correcuita (2001)
- Dos penjats a Chicago (Just Visiting) (2001)
- Em dic Sam (I am Sam) (2001)
- Evolution (2001)
- La ruta cap a El Dorado (2000, amb Hans Zimmer)
- Chicken Run: Evasió a la granja (2000, amb H. Gregson-Williams)
- Les forces de la natura (1999)
- Chill Factor (1999)
- Endurance (1998)
- With Friends Like These... (1998)
- Formiguez (Antz) (1998, amb H. Gregson-Williams)
- Face/Off (1997)
- Human Bomb (1996)
- High Incident (1996) (TV)
- The Wild Heels (1994)
- Stay Lucky (1990) (TV)